# Čelnica
Čêlnica (latinsko os frontale) je ena neparna lobanjska kost, ki tvori sprednjo steno možganskega svoda in zgornji del očesnih votlin. Zgrajena je iz luske (squama frontalis), iz nosnega dela (pars nasalis) in očesnega dela (pars orbitalis). Luska ima na zunanji strani v zgornjem delu parno izboklino (tuber frontale). Del luske, ki leži nad nosnim delom ima vdolbino, ki se imenuje glabella, vstran od nje pa poteka lokasta izboklina (arcus supercilliaris). Loka sta močneje razvita pri moških. Spodnji del čelnice prehaja v lični odrastek (processus zygomaticus), ki skupaj z odrastkom senčnice dela lični mostiček. Nosni del je sprednji, sredinski del čelnice, ki gradi svod nosne votline, ima pa nastavek za nosnico (spina nasalis). Očesni del gradi strop očesne votline. Med obema orbitalnima deloma je zareza ((incisura ethmoidalis). Čelnica se stika s številnimi kostmi možganskega in obraznega dela lobanje. Luska se zgoraj stika s temenicama preko šiva (sutura coronalis), ob strani pa z zagozdnico. Nosni in obrazni del se stikata z nosnico, solznico, zgornjo čeljustnico, sitko in zagozdnico.